# August Kundt

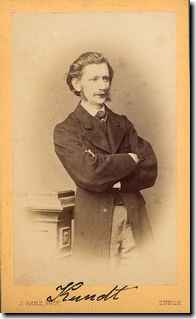
August Kundt

Augustus Adolf Eduard Eberhard Kundt (Schwerin, 18 november 1839 – Lübeck, 21 mei 1894) was een Duits natuurkundige.

## Studie en carrière
Kundt begon met zijn wetenschappelijke studies in Leipzig, maar ging daarna naar de Universiteit van Berlijn. Aanvankelijk wijdde hij zich aan astronomie maar kwam onder de invloed van H. G. Magnus en richtte zijn aandacht op de natuurkunde en behaalde in 1864 een diploma met een thesis over depolarisatie van licht. In 1867 werd hij privatdozent op de Universiteit van Berlijn en in het volgende jaar werd hij professor aan de Polytechnische school van Zürich. Daarna kwam hij via een jaar of twee in Würzburg in 1872 in Straatsburg aan waar hij een grote rol speelde in de organisatie van de nieuwe universiteit, en vooral de bouw van het Natuurkundig Instituut. Tot slot ging hij in 1888 naar Berlijn als opvolger van H. von Helmholtz, onder andere als directeur van het Fysisch Instituut daar.

## Onderzoeksonderwerpen
Als onderzoeker was Kundt vooral succesvol op de gebieden van geluid en licht. In 1866 ontwikkelde hij een nieuwe methode voor het onderzoek van luchtgolven binnen pijpen, gebaseerd op het feit dat een fijn verdeeld poeder, Lycopodiumpoeder bijvoorbeeld, gebruikt kon worden om de buiken en knopen van een staande golf zichtbaar te maken, zodat de golflengte en dus de voortplantingssnelheid van geluid in het betreffende gas bepaald kon worden. Dit verschijnsel was eerst aangetoond door Ernst Chladni op trillende platen. Kundt paste het toe in glazen pijpen. De lucht in de pijpen bracht hij in trilling door aan de buitenzijde te wrijven. Het poeder viel vervolgens neer op de plaatsen van de knopen.
De resonanties in een pijp hangen af van de lengte van de pijp, maar ook van de geluidssnelheid. Door een pijp te vullen met verschillende soorten gas, kon Kundt de geluidssnelheid in die gassen bepalen.
De proef van Kundt wordt nog steeds veel bij natuurkundelessen gedemonstreerd. In een moderne uitvoering wordt de buis van Kundt gebruikt om op een eenvoudige manier de absorberende eigenschappen van een materiaal te bepalen.
In de optica is de naam van Kundt verbonden aan zijn onderzoeken naar diffusie, niet alleen in vloeistoffen en dampen maar ook in dunne metaallagen. Hij voerde ook vele experimenten uit in de magneto-optica uit en slaagde erin om aan te tonen waarin Faraday niet was geslaagd, namelijk de draaiing van het polarisatievlak in bepaalde gassen en dampen onder invloed van een magnetisch veld.